# 弁天町 (神戸市)
弁天町（べんてんちょう）は、兵庫県神戸市中央区の町名。丁番を持たない単独町名である。

## 地理
東から北東は波止場町・海岸通6丁目、北西から西は栄町通6 - 7丁目、南西は東川崎町1丁目に接する。
暗渠化されている宇治川の河口左岸に位置し、暗渠上には宇治川筋（ハーバーロード）が南北に通る。国道2号、阪神高速3号神戸線、浜手バイパスがそれぞれ東西に当町を横断する。
当町の大半は1990年代後半の埋立まで弁天埠頭だったこともあり、用途地域としては全域が準工業地域となっているが、倉庫等から改装された商業施設も立地している。
当町は「国産・弁天」地区や「中突堤西」地区とも称される「かもめりあ」（中突堤中央ターミナル）の一部であるが、東川崎町1丁目の大半を占める神戸ハーバーランドと宇治川を挟んで隣接しており、当町に所在する都市型集客施設「シーガルハーバー」には「ハーバーランド店」と称する店舗が入居している。
後述の通り、宇治川は当町と東川崎町の境界のみならず、神戸と兵庫の境界、神戸市神戸区と湊東区の境界でもあったが、宇治川下流域は1945年に両岸とも生田区域となり、1980年に中央区域となった。

## 歴史

### 町名の由来
弁天町という町名は平清盛が勧進したという兵庫七弁天の一つである花隈弁天（厳島神社）に因む
。
この花隈弁天は、平安時代の承安3年（1173年）に平清盛が経ヶ島を築造した際に、厳島明神を勧進して宮島の七浦に因んで7ヶ所に祀ったものの一つであったという。
花隈城が築かれた永禄10年（1567年）に花隈弁天は生田神社境内に移され、更に天明年間（1781年～1789年）に宇治川河口に移された。弁天の移された海岸は弁天浜と呼ばれ、これが町名の由来となった。
なお、町名の由来となった弁天は明治元年（1868年）に現在の栄町通六丁目にあたる場所に移り、更に昭和21～22年（1946～1947年）頃、神戸中央郵便局建設のため、もとあった花隈町へと戻されている。

### 領域・施設の変遷
弁天町は明治12年（1879年）、埋立地に新たに起立した町名である。
宇治川東側の川尻にあたるこの土地は慶応4年（1868年）開港神戸之図でみると厳島社・船入場・荷揚場のある入り江として描かれている。埋め立ては明治5年（1872年）にまず行われ、この時は入り江のうち約8,000m2の水面が残された。しかしそこも年を追って埋没して使えなくなったため、明治11年（1878年）、兵庫出在家町の久保善五郎が残り部分を埋め立てて、翌明治12年（1879年）に竣工した。
弁天町は当初神戸区（神戸市の前身）の町名だった。市制施行した明治22年（1889年）からは神戸市の町名で、この頃から昭和6年（1931年）の区政施行で神戸市神戸区の町名となるまでは神戸弁天町（こうべべんてんちょう）という名だった。昭和20年（1945年）からは神戸市生田区の町名で、生田区が葺合区と合併した昭和55年（1985年）からは神戸市中央区の町名となっている。
領域の変遷をみると、昭和12年（1937年）一部が波止場町となり、昭和30年（1955年）に埋立地を編入、昭和55年（1980年）波止場町の一部を編入している。
再開発以前の弁天町は倉庫が立ち並んでいて、弁天埠頭という名の埠頭があり、貨物列車で結ばれていた。
昭和4年（1929年）、神戸臨港線小野浜駅（神戸港駅）～湊川駅（湊川貨物駅）間が開業。
弁天埠頭は埋め立て工事が昭和25年（1950年）に始められ、昭和28年（1953年）に完成、昭和29年（1954年）から使用が開始された。
後にこの貨物線は廃線となり、湊川貨物駅跡地が昭和60年（1985年）から神戸ハーバーランドとして再開発され、平成4年（1992年）にオープンした。かつての弁天埠頭の東側の地先水面は平成8年（1996年）に埋め立てられて中突堤西地区（国産・弁天地区）として再開発され、平成10年（1998年）に「かもめりあ」（中突堤中央ターミナル）が供用を開始した。
昭和55年（1980年に）、兵庫県冠婚葬祭互助会の本社ビルが建てられた。同社は後に平安と社名を変え、平成9年（1997年）に同地に結婚式場｢エスタシオン・デ・神戸｣をオープンさせた。平安本社ビルは平成12年（2000年）に栄町通へと移転していった。

## 統計
- 平成22年（2010年）の世帯数・人口は極めて少数であるため国勢調査のデータが秘匿されており、不明[9]。
- 平成17年（2005年）の世帯数2・人口8[9]。
- 昭和60年（1985年）の世帯数9・人口24[5]。
- 昭和35年（1960年）の世帯数41・人口171[2]。
- 大正9年（1920年）の世帯数55・人口293[2]。
- 明治25年（1892年）の戸数103・人口532[2]。